# Christanz

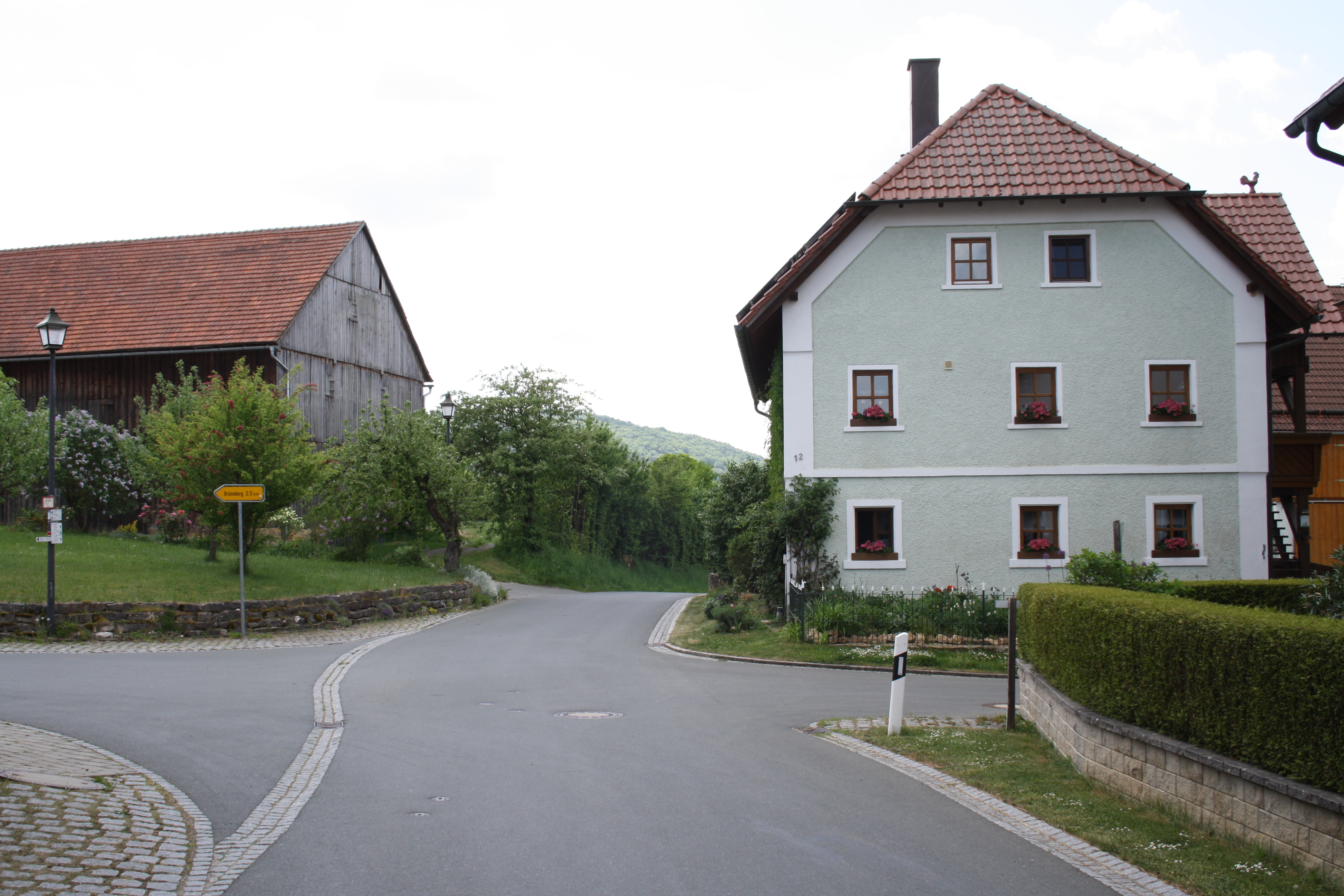
Ortsmitte

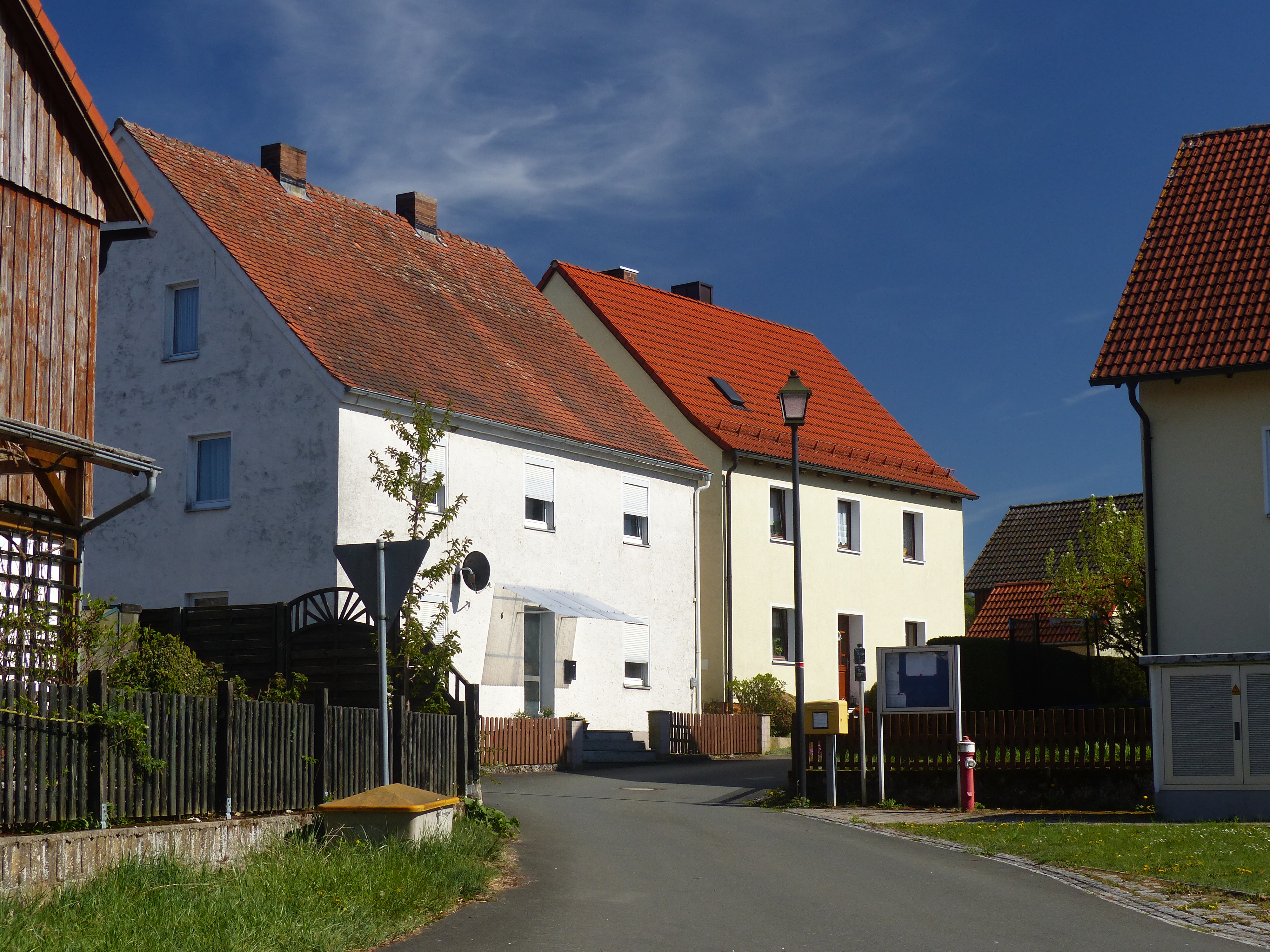
Seitenstraße in Christanz

Christanz ist ein Gemeindeteil der Gemeinde Ahorntal im Landkreis Bayreuth (Oberfranken, Bayern). Die Gemarkung Christanz hat eine Fläche von 3,943 km². Sie ist in 553 Flurstücke aufgeteilt, die eine durchschnittliche Flurstücksfläche von 7129,70 m² haben. In ihr liegt neben dem namensgebenden Ort der Gemeindeteil Brünnberg.

## Geografie
Das Dorf im nordöstlichen Bereich der Fränkischen Schweiz ist etwas weniger als einen Kilometer von dem westlich liegenden Kirchahorn entfernt.

## Geschichte
Der Ort wurde 1303 als „Christans“ erstmals urkundlich erwähnt. Der Ortsname bedeutet Christians (Hof).
Bis zum Beginn des 19. Jahrhunderts unterstand die Dorfmarkung von Christanz der Landeshoheit reichsunmittelbarer Adeliger, die sich in dem zum Fränkischen Ritterkreis gehörenden Ritterkanton Gebürg organisiert hatten. Die Dorf- und Gemeindeherrschaft übten die Freiherrn von Brand aus. Die Hochgerichtsbarkeit stand den zum Hochstift Bamberg gehörenden Amt Pottenstein als Centamt zu. Mit der Mediatisierung der reichsritterschaftlichen Territorien in der Fränkischen Schweiz infolge des Reichsdeputationshauptschlusses wurde Christanz unter Bruch der Reichsverfassung am 1. November 1805 vom Kurfürstentum Pfalz-Baiern annektiert. Damit wurde das Dorf ein Bestandteil der bei der „napoleonischen Flurbereinigung“ in Besitz genommenen neubayerischen Gebiete, was erst im Juli 1806 mit der Rheinbundakte nachträglich legalisiert wurde.
Durch die Verwaltungsreformen im Königreich Bayern zu Beginn des 19. Jahrhunderts wurde Christanz mit dem Zweiten Gemeindeedikt im Jahr 1818 eine Ruralgemeinde, zu der der Weiler Brünnberg gehörte. Im Zuge der Gebietsreform in Bayern wurde die Gemeinde Christanz am 1. April 1971 in die Gemeinde Kirchahorn eingegliedert. Am 1. Januar 1972 wurde Christanz zusammen mit Kirchahorn ein Bestandteil der neu gebildeten Gemeinde Ahorntal.

## Verkehr
Eine von Kirchahorn kommende Gemeindeverbindungsstraße durchquert den Ort und führt in nordöstlicher Richtung zur Kreisstraße BT 27. Eine weitere Gemeindeverbindungsstraße zweigt in der Ortsmitte südwärts ab und führt ebenfalls zu dieser Kreisstraße. Der ÖPNV bedient das Dorf an einer Haltestelle der Buslinie 388 des VGN. Die am schnellsten erreichbaren Bahnhöfe befinden sich in Creußen, Schnabelwaid und Pegnitz. Der nächste Fernbahnhof ist der Hauptbahnhof in Bayreuth.